# Dorothea Erxleben

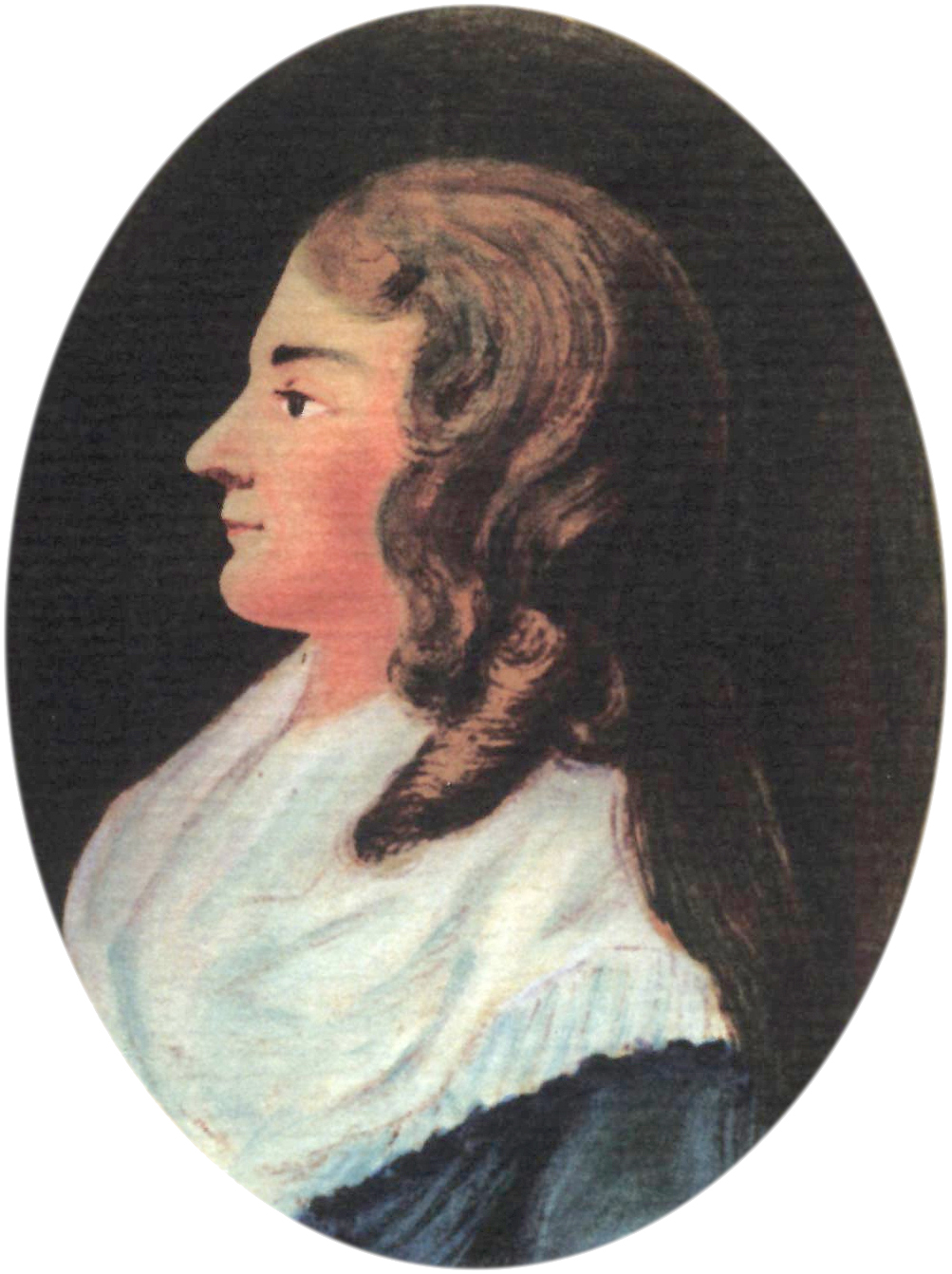
Dorothea Erxleben

Dorothea Christiane Erxleben z domu Leporin (ur. 13 listopada 1715 w Quedlinburgu, zm. 13 czerwca 1762 tamże) – pierwsza dyplomowana lekarka niemiecką.

## Życiorys
Była córką lekarza Christiana Leporina, który od dzieciństwa przyuczał ją do zawodu lekarskiego i dał jej takie same wykształcenie, jakie otrzymał jej brat. Mimo to, jako kobieta nie mogła podjąć studiów na uniwersytecie.
Chociaż prowadziła praktykę lekarską, to inni lekarze krytykowali ją za brak formalnego wykształcenia. Jako protest przeciwko tej sytuacji napisała w 1740 Gründliche Untersuchung der Ursachen, die das weibliche Geschlecht vom Studiren abhalten (Dogłębne badanie przyczyn odmawiania osobom płci żeńskiej dostępu do studiów), w którym wskazała, że odmawianie kobietom dostępu do nauki jest marnotrawstwem ich możliwości i szkodliwą społecznie niesprawiedliwością. W tym samym czasie zwróciła się do króla Prus Fryderyka II z prośbą o umożliwienie jej uzyskania tytułu doktora medycyny.
W 1741 na polecenie króla Uniwersytet w Halle umożliwił Dorothei przystąpienie do egzaminów. Jednak Dorothea w tym czasie wyszła za mąż za pastora-wdowca z pięciorgiem dzieci Johanna Christiana Erxlebena i musiała zająć się liczną rodziną (urodziła czwórkę własnych dzieci) oraz praktyką lekarską, odziedziczoną po zmarłym w 1747 ojcu. Dopiero afera, związana ze śmiercią jednej z pacjentek, zmusiła Dorotheę do ponownego podjęcia starań o uzyskanie dyplomu.
W styczniu 1754 przedstawiła na uniwersytecie pracę doktorską pt. Academische Abhandlung von der gar zu geschwinden und angenehmen, aber deswegen öfters unsicheren Heilung der Krankheiten, którą obroniła podczas egzaminu w dniu 6 maja tego samego roku. Była pierwszą Niemką, która uzyskała stopień naukowy doktora medycyny. Do końca życia prowadziła praktykę lekarską w Quedlinburgu.
Dopiero ponad 100 lat po śmierci Dorothei, w dniu 20 kwietnia 1899, Cesarstwo Niemieckie pozwoliło kobietom na zdobywanie formalnego wykształcenia w medycynie, farmacji i stomatologii. Najpóźniej, bo dopiero w 1908 r., pierwsze studentki medycyny immatrykulowano na Uniwersytecie Pruskim.